# Hystricia vargas
Hystricia vargas là một loài ruồi trong họ Tachinidae.